# Havranka
Havranka je přírodní rezervace jihovýchodně od Habrů v mělkém údolí na soutoku Jiříkovského a Vepříkovského potoka v okrese Havlíčkův Brod. Rozloha území rezervace činí 41,85 ha.

## Předmět ochrany
Jedná se o velice zachovalý fragment původních mokřadních ekosystémů v minulých dobách typických pro Českomoravskou vrchovinu. Velká část rezervace se nachází na místě zaniklého rybníka, jehož zbytky hráze jsou dodnes patrné v její západní části. Poměrně velká plocha této rezervace a blízkost velkého Jiříkovského rybníka, který na ni navazuje na západě, význam této lokality jen podtrhují.

## Galerie

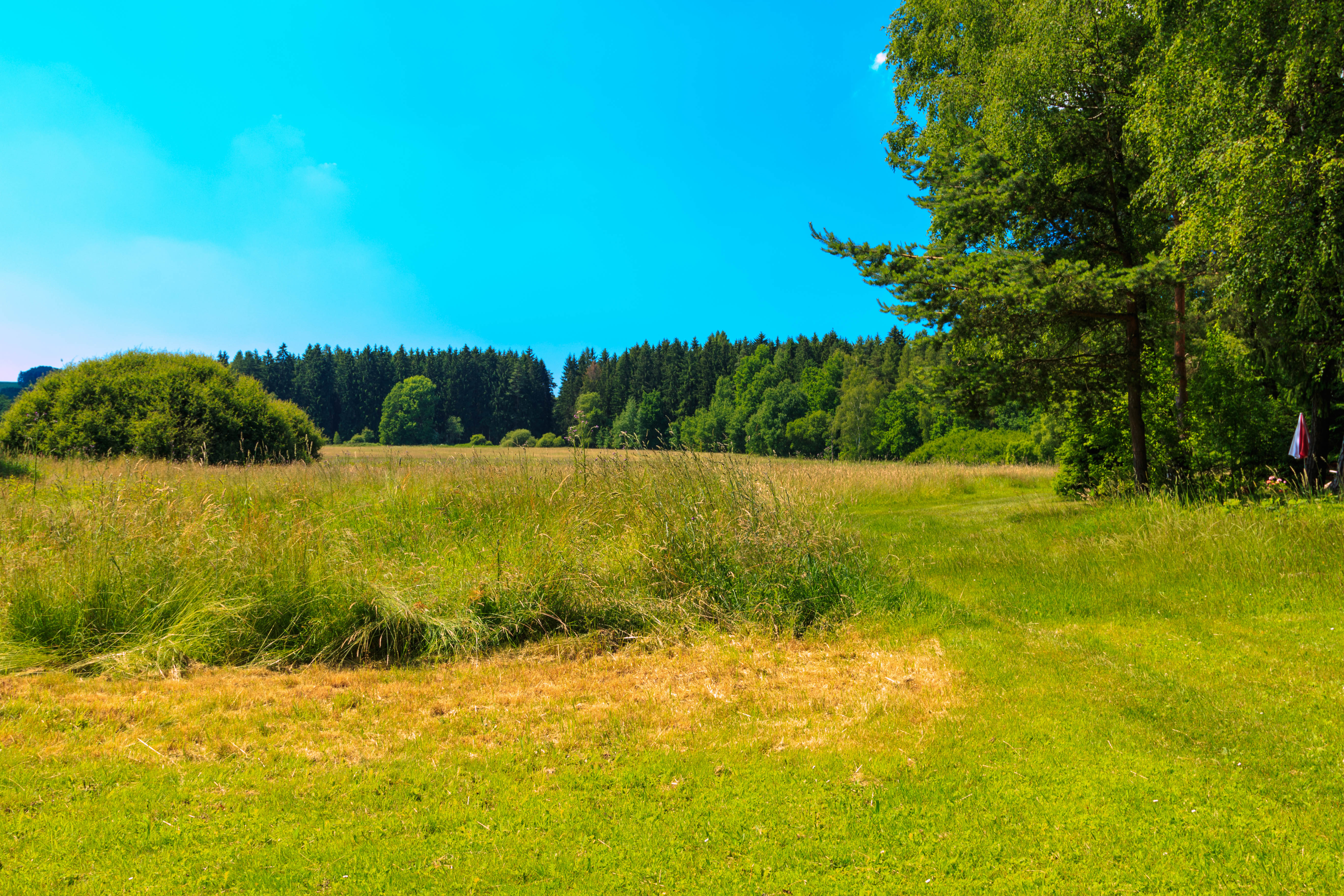
Přírodní rezervace Havranka
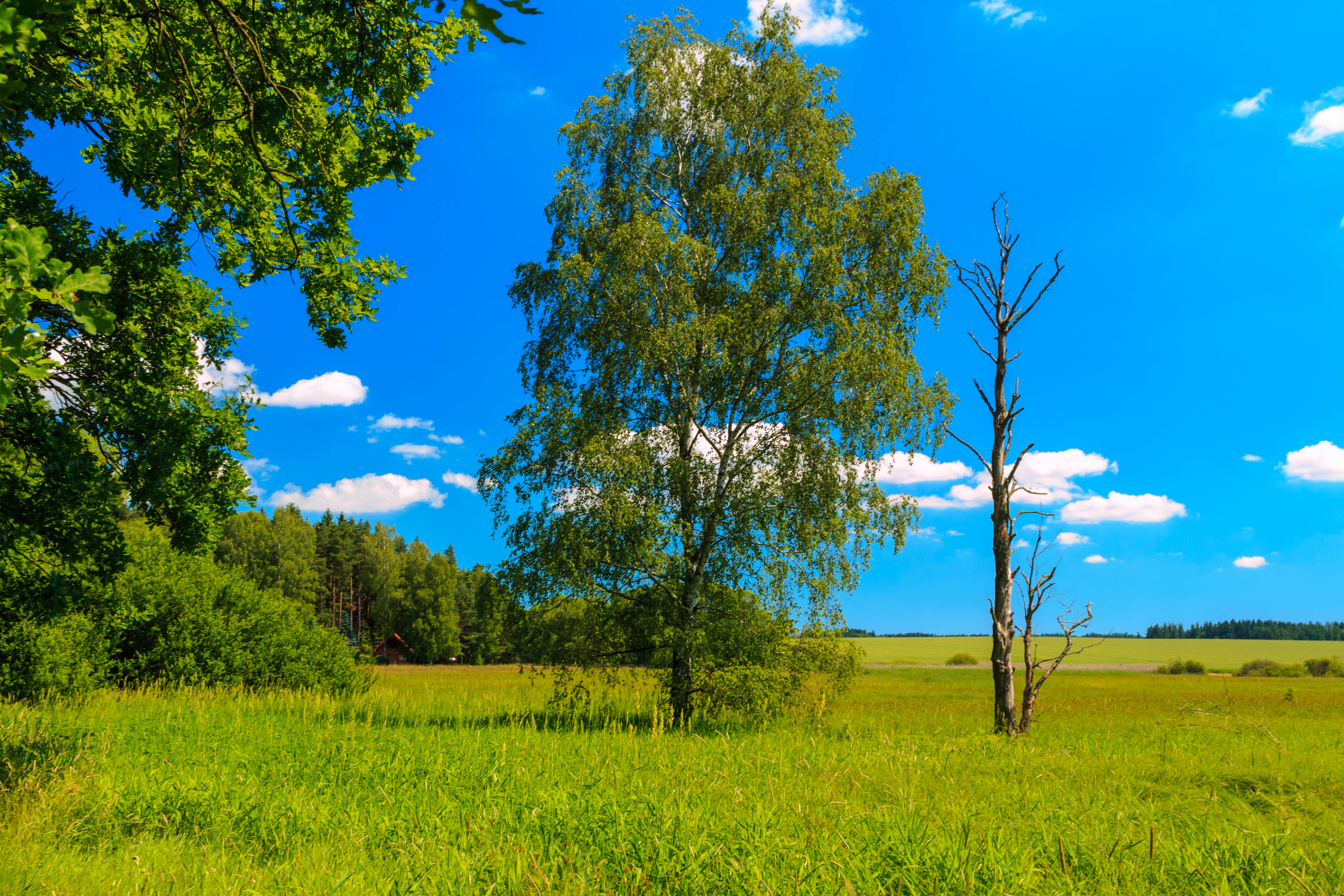
Přírodní rezervace Havranka
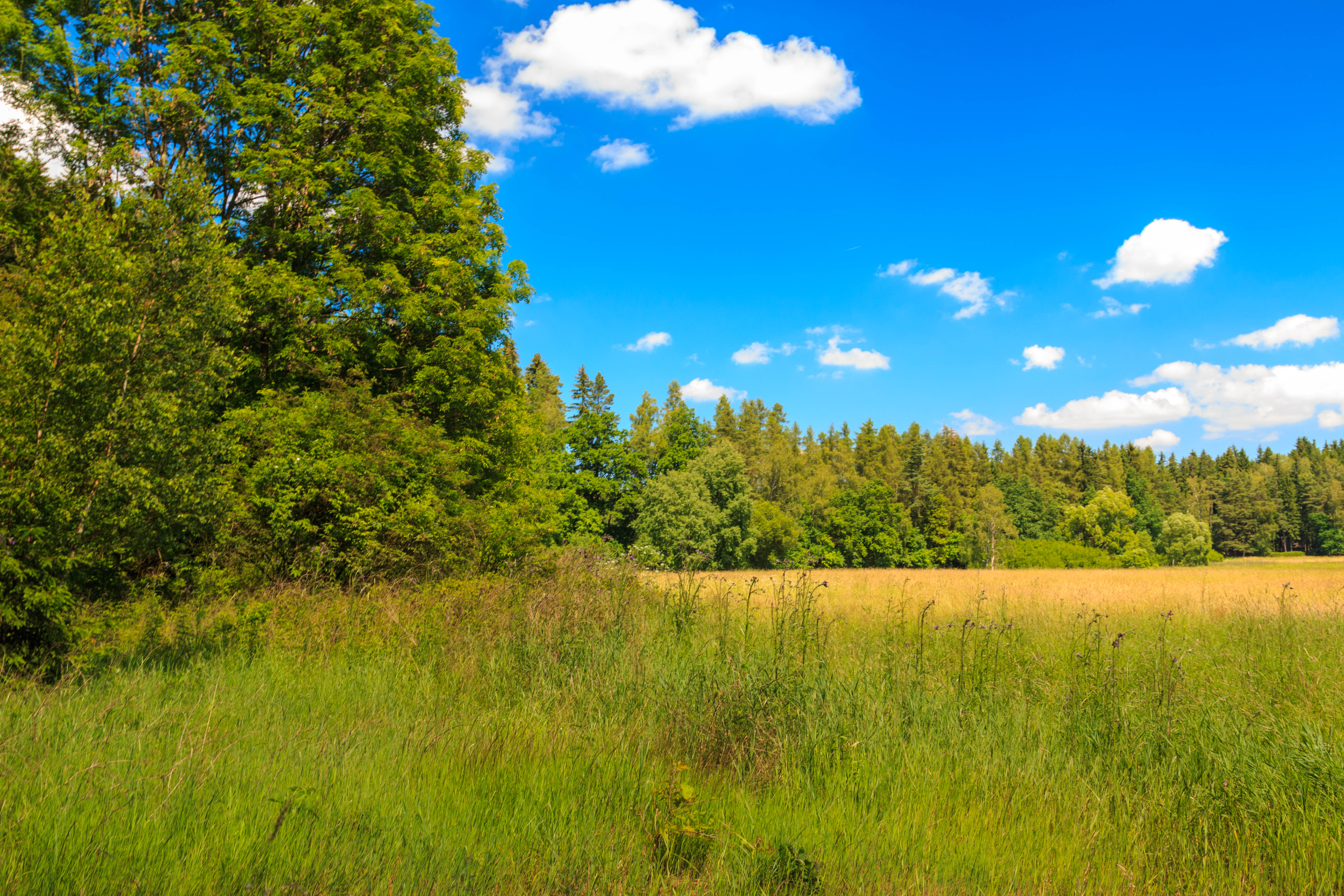
Přírodní rezervace Havranka
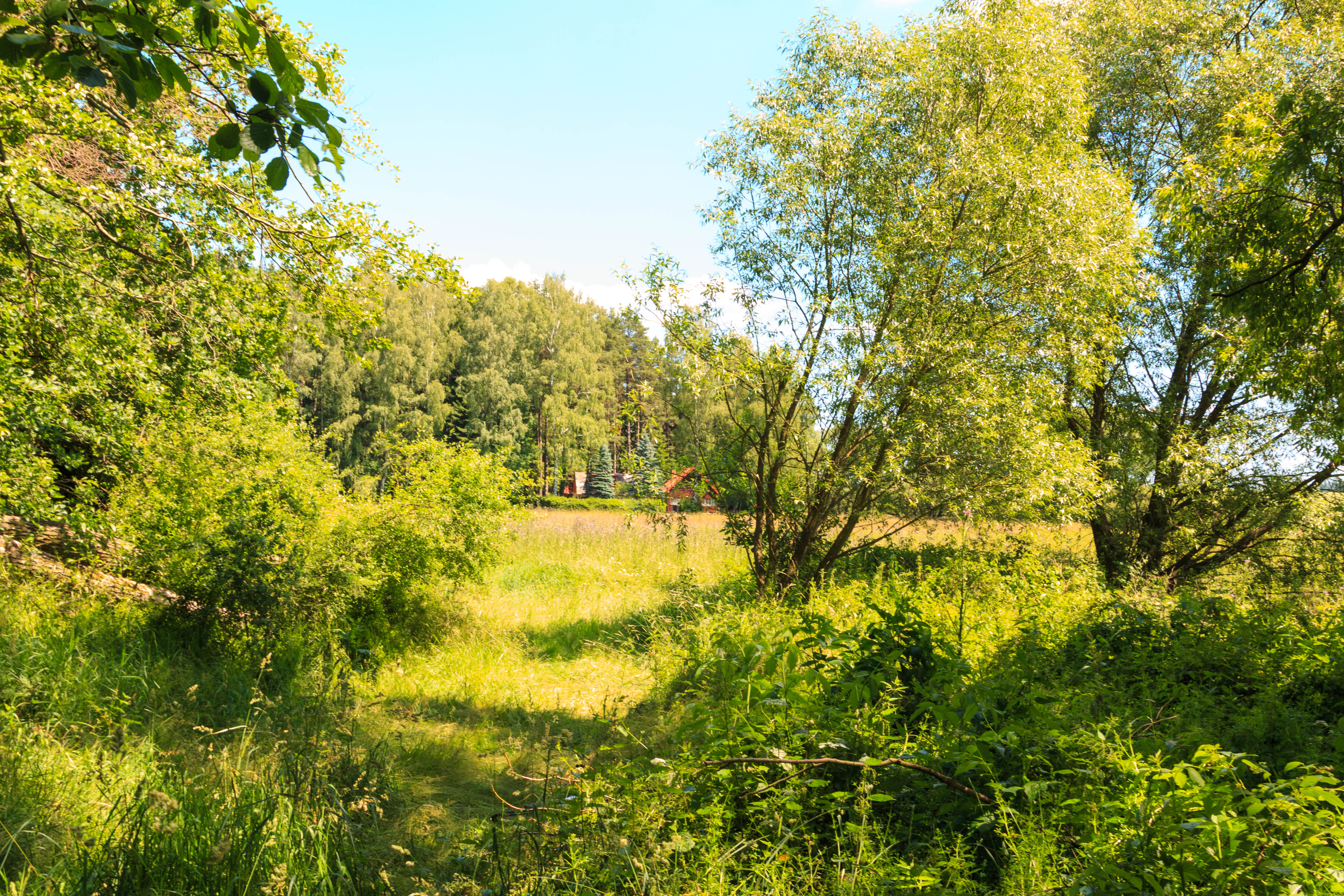
Přírodní rezervace Havranka